# Conus modestus
Conus modestus é uma espécie de gastrópode do gênero Conus, pertencente a família Conidae.